# Buchanan (Georgia)
Buchanan város az USA Georgia államában. Lakosainak száma 938 fő (2020. április 1.).

## Népesség
A település népességének változása:
| Lakosok száma | 941  | 1104 | 938  |
|               | 2000 | 2010 | 2020 |